# Google Allo
Pour les articles homonymes, voir Allo (homonymie).
Google Allo est une application mobile de messagerie instantanée, développée par Google, qui inclut un assistant personnel intelligent (google assistant) doté d'un système de réponse vocal intelligent supportant des communications sans clavier.
Annoncée lors de la conférence Google I/O du 18 mai 2016, l'application fut lancée sur le Google Play le 21 septembre 2016.
L'application était disponible gratuitement sur Android et iOS.

## Historique
Google Allo fut annoncée lors de la conférence Google I/O du 18 mai 2016.
La sortie initiale était prévue pour l'été 2016, mais l'application fut finalement lancée le 21 septembre 2016,.
Google a mentionné lors de l'événement #MadeByGoogle en octobre 2016 que Google Allo serait préinstallée sur les smartphones Google Pixel, avec son application sœur, Google Duo.
Début mai 2017, Google Assistant est disponible en français au travers de la messagerie Allo,,.
Fin 2018, Google annonce la fermeture de Google Allo pour mars 2019.

## Fonctionnalités
Allo est basée sur les numéros de téléphone.

### Mode par défaut
La fonction réponse intelligente d'Allo utilise la technologie d'apprentissage automatique de Google pour suggérer une réponse à un message, la réponse pouvant être choisie parmi quelques options. La fonction analyse également les images envoyées à l'utilisateur et suggère des réponses. Comme la fonction de réponse intelligente de Google Inbox, la fonction apprend du comportement de l'utilisateur et adapte ses suggestions au fil du temps.
Allo est l'une des applications qui prennent en charge Google Assistant, un assistant personnel intelligent conversationnel.
L'outil Whisper Shout (en français, murmurer crier) permet à l'utilisateur d'augmenter ou de diminuer la taille des caractères d'un message pour représenter le volume du message.
Allo permet également aux utilisateurs de dessiner sur les photos avant de les envoyer.

### Mode Incognito
Le mode Incognito est un mode optionnel qui inclut des messages instantanés qui sont effacés après un certain temps, des notifications privées et le chiffrement de bout en bout. Pour le chiffrement, l'application utilise le Signal Protocol.
Le mode Incognito ne permet pas les réponses intelligentes ni les fonctionnalités du Google Assistant.
Lorsqu'un utilisateur reçoit un sticker d'un sticker pack qu'il n'a pas encore installé sur son appareil, l'application récupère le sticker des serveurs de Google en utilisant le chiffrement client-serveur.

## Accueil

### Assistant personnel intelligent
Mark Hachman du PC World a émis un avis favorable sur l'assistant personnel intelligent d'Allo, en disant qu'il était « un pas en avance sur Cortana et Siri ». Depuis mai 2017, l'assistant personnel est disponible en français.

### Chiffrement en option
Après l'introduction d'Allo à la conférence Google I/O, Google a été critiqué par les experts en sécurité et les défenseurs de la vie privée pour avoir laissé le chiffrement de bout en bout désactivé par défaut, ce qui, selon eux, laisse l'application ouverte à la surveillance globale,.
Edward Snowden, le lanceur d'alerte et ancien consultant pour la NSA, a critiqué l'application sur Twitter, en disant que « la décision de Google de désactiver le chiffrement de bout en bout par défaut dans sa nouvelle application de messagerie instantanée #Allo est dangereuse et rend l'application non sécuritaire »,.
Thai Duong, coresponsable de produits de sécurité de l'équipe de Google, a écrit dans un blogue personnel qu'il pousserait pour l'ajout d'un paramètre qui permettrait aux utilisateurs de demander le chiffrement de tous les messages, mais il s'est ensuite rétracté,.

### Rétention du message
Lorsqu'Allo a été introduit, ses développeurs disaient vouloir stocker les messages non incognito seulement transitoirement, c'est-à-dire que les messages seraient supprimés des serveurs de Google après avoir été livrés à leur destination,. Toutefois, lors du lancement, Google a mentionné que les messages non incognito seraient plutôt stockés indéfiniment (ou jusqu'à ce que l'utilisateur les supprime) afin d'améliorer la fonction de réponse intelligente. Russell Brandom de The Verge a commenté que « la décision aura des conséquences importantes pour l'accès aux messages d'Allo par les organismes responsables de l'application des lois. Par défaut, les messages Allo seront désormais accessibles aux demandes de mandats légaux, comme les messages de Gmail et de Hangouts ». 